# Sant Cosme i Sant Damià de Serdinyà

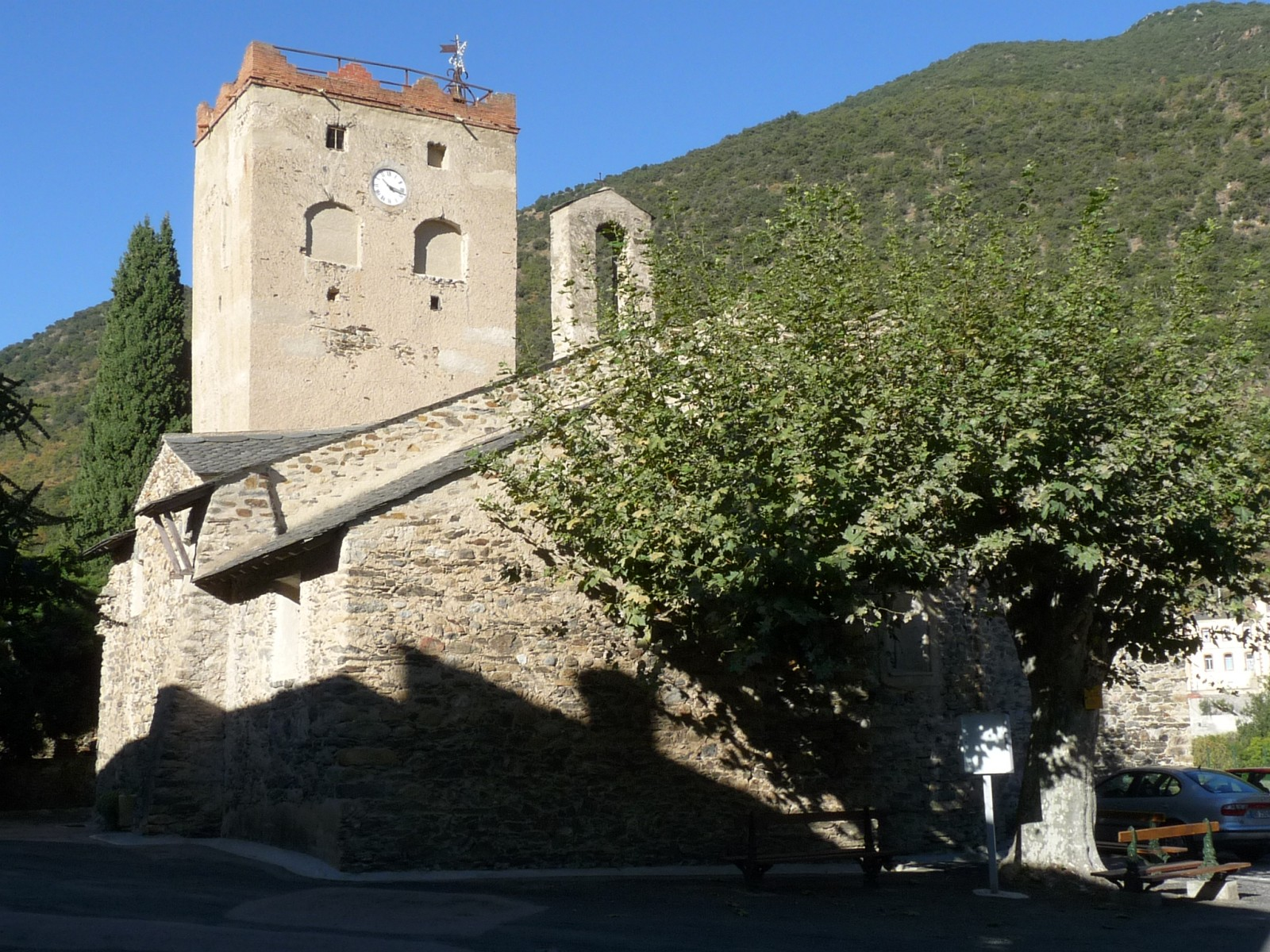
L'església, des del sud-est

Sant Cosme i Sant Damià de Serdinyà (Côme et Damien en francès) és l'església parroquial del poble i comuna de Serdinyà, a la comarca del Conflent, de la Catalunya del Nord. És monument protegit des del 7.8.1991.

## Situació
L'església dels sants Cosme i Damià és en el barri del Bac de Serdinyà, a la dreta de la Tet, al costat de llevant del cementiri, en el carrer del Peiró.

## Història

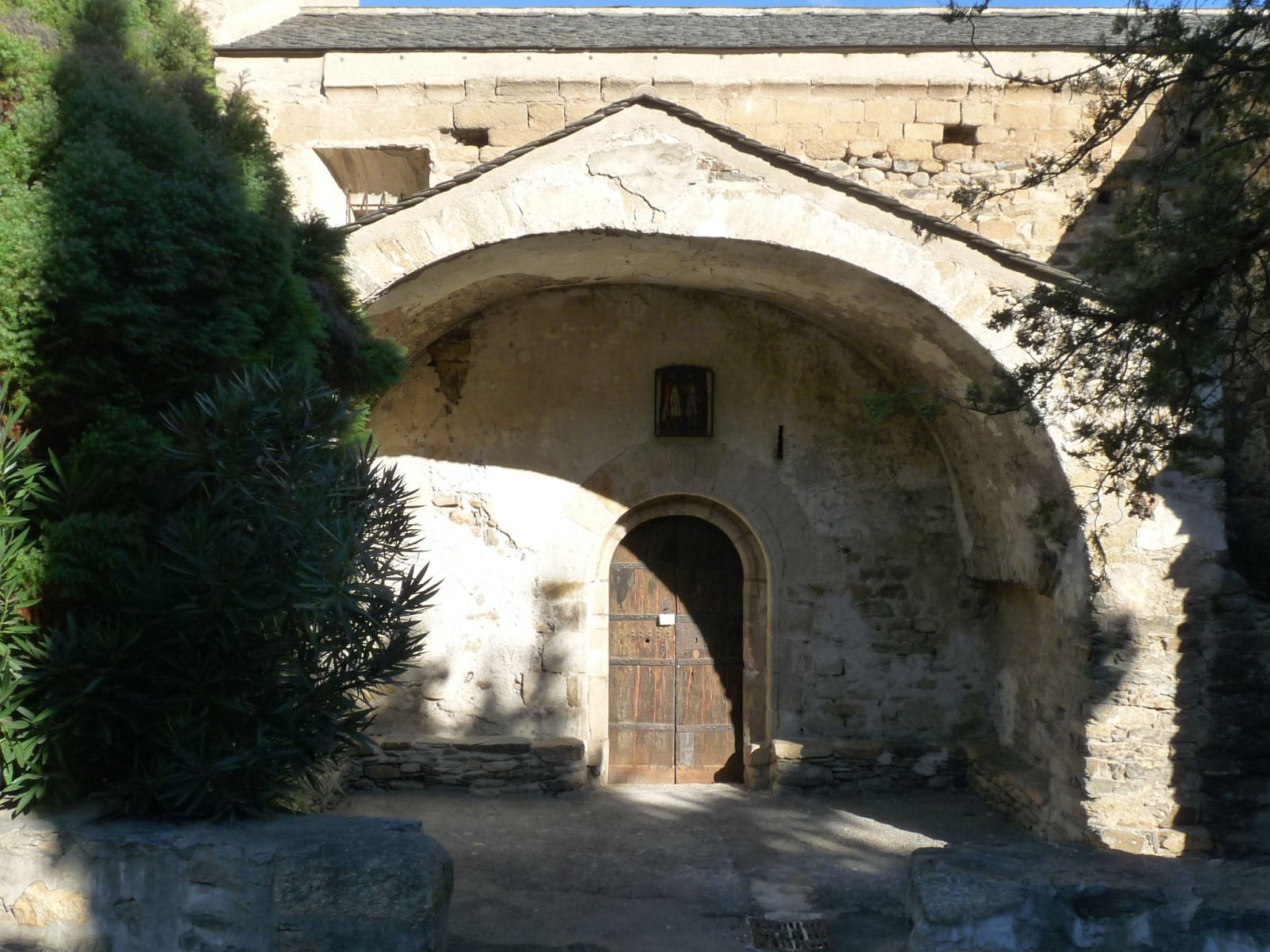
Porta a la façana meridional

Els orígens d'aquesta església romànica es remunten al segle xi, com ho evidencien les lesenes de l'absis, tot i que la primera cita documental és del 1163. Al llarg dels segles s'hi han fet diverses intervencions arquitectòniques, amb una gran reconstrucció a començaments del segle xviii; aquesta dotà l'església d'una nau lateral al costat nord, i d'una gran capella (potser una nau lateral inacabada) a la banda sud. El portal, del segle xv, té una porxada que acollia les reunions municipals fins al segle xviii, i a la clau hi ha tres escuts nobiliaris, dos dels quals de les famílies Serrabou i Cirac. El campanar és de torre quadrada, però també hi ha una espadanya amb la campana dita dels Belitres (belitres ? = vagabunds, homes roïns, desvagats), que cridava els tocatardans a Missa.

## L'edifici

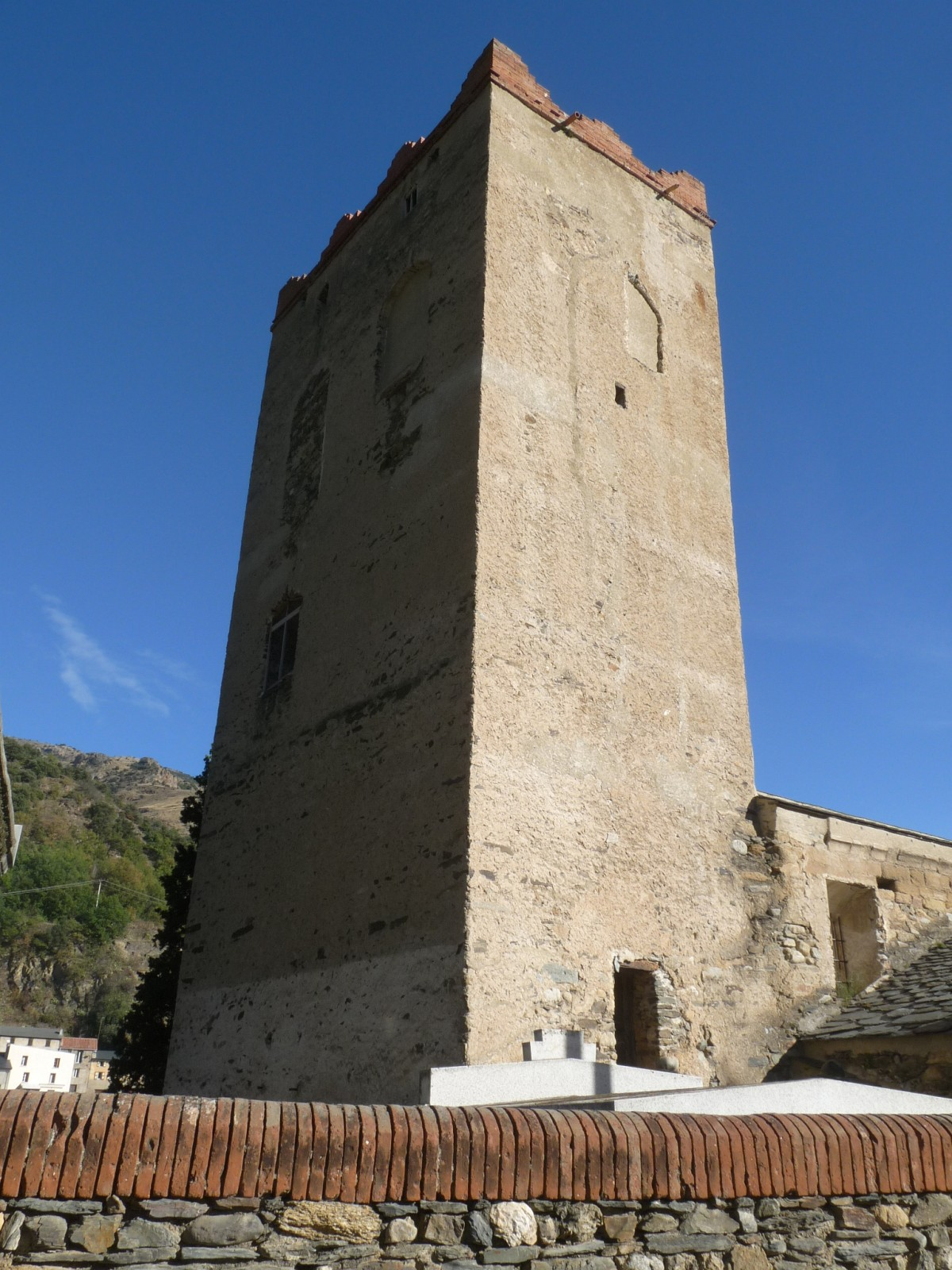
El campanar

La primitiva església romànica era un edifici d'una sola nau capçada a llevant per un absis semicircular. La nau feia 16 metres de llarg per 5,40 d'ample. L'absis fou molt deformat en l'ampliació de l'església del segle xvii, que inclogué la construcció d'una sagristia que afecta directament l'absis. La seva meitat inferior conserva el sòcol característic de les construccions romàniques del segle xi, així com l'arrencament de les lesenes. Les arcuacions llombardes que completaven la construcció desaparegueren en les obres del XVII. L'absis roman a l'interior amagat pel retaule major, mentre que la finestra de doble vessant del centre de l'absis és cegada.
L'església fou modificada amb l'adjunció d'una segona nau al nord, una capella a mode de transsepte al sud, a causa d'haver deixat inacabada la nau que es volia construir al sud, i la construcció del porxo damunt de la portalada romànica.
A l'oest, adossada al frontis de l'església, es va construir una torre - campanar possiblement el segle xiii. És una torre de planta quadrada, molt massissa, de característiques defensives: té una aparença més de torre de castell que de campanar d'església.

## Mobiliari

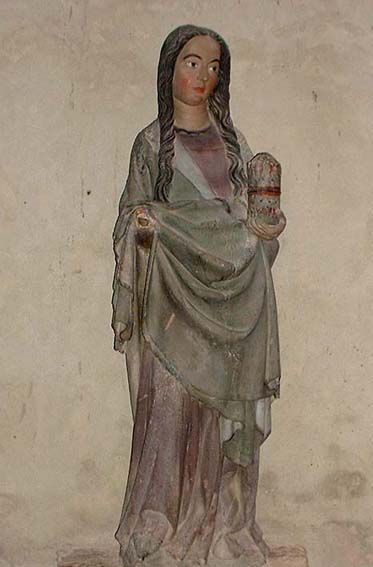
Estàtua de santa Maria Magdalena, de començaments del

La capella sud, tancada amb una reixa, fa de tresor. S'hi guarden les peces més valuoses conservades a l'església: tres panells de l'antic retaule de l'altar major (del XV), una marededéu sedent (del segle xiv) i un ex-vot del 1670. També s'hi conserven tres obres mestres provinents de l'antiga església de Santa Maria de Marinyans: un Crist crucificat del segle xii, el retaule dels sants Vicent i Agustí del s. XV i un retaule de la Crucifixió del 1342, pintat sobre fusta coberta de full de plata. Propietat municipal és també la que es creu la predel·la del mateix retaule, descoberta el 1996 ran d'unes reformes a l'església de Flaçà. De l'església de sant Cosme són, encara, dignes de menció el retaule de l'altar major, obra del 1661 del taller de Lluís Generes, els retaules del Rosari i del Crist (1739) i, especialment, una excepcional estàtua de santa Maria Magdalena de començaments del segle xvi, en marbre pintat.